# Ilva Mică
Ilva Mică (en hongrois : Kisilva) est une commune du județ de Bistrița-Năsăud en Transylvanie (Roumanie).